# Synanthropie
Der Begriff Synanthropie (von altgriechisch σύν sýn „zusammen, mit“ und ἄνθρωπος ánthrōpos „Mensch“) bezeichnet die Anpassung einer Tier- oder Pflanzenart an den menschlichen Siedlungsbereich, so dass sie nicht auf Ergänzung ihrer Population von außen angewiesen ist. Das zugehörige Adjektiv heißt synanthrop. 
Dabei wird häufig noch differenziert:
- Eusynanthropie (obligatorische Synanthropie; εὖ eú, hier: „sehr“ im Sinne von „völlig, ausschließlich“): Vorkommen und Reproduktion der jeweiligen Lebensform sind zumindest innerhalb einer bestimmten Klimazone auf den menschlichen Siedlungsbereich beschränkt. In Mitteleuropa gilt dies zum Beispiel für die Bettwanze, den Brotkäfer, den Mehlkäfer und die bisher ausschließlich in Häusern nachgewiesene Kugelspinne Steatoda grossa.
- Hemisynanthropie (fakultative Synanthropie; ἥμι- hḗmi- „halb-“): Die entsprechende Lebensform findet in Siedlungen optimale Lebensbedingungen vor, kommt jedoch in geringem Umfang auch außerhalb von Siedlungen vor. Dies gilt in Mitteleuropa zum Beispiel für den Mauersegler.